# Геокодування
Геокодува́ння (англ. Geocoding) — призначення місцю (яке зазвичай задається поштовою адресою чи унікальною назвою) певного універсального географічного ідентифікатора (наприклад, географічних координат на земній кулі — широта і довгота).
Зворотне геокодування навпаки використовує географічні координати, щоб знайти опис місця (наприклад, поштову адресу будівлі, назву поселення тощо).
Геокодування та зворотне геокодування — типові функції геоінформаційних систем) чи веб-сервісів.